# Leonor Suárez de Quiñones

Armas de la familia Quiñones

Leonor Pérez de Quiñones y Fernández de Mendoza fue una destacada noble española del siglo XIV, cuya vida y patrimonio reflejan las complejidades políticas de la época, especialmente en el contexto de las luchas de poder en el reino de Castilla y la influencia de la alta nobleza en la configuración del poder real. 

## Contexto histórico
El siglo XIV en Castilla estuvo marcado por conflictos internos y externos, en especial la Guerra de los Dos Pedros (1356-1369), que enfrentó a Pedro I de Castilla y Pedro IV de Aragón, así como los enfrentamientos entre Pedro I y su medio hermano, Enrique II de Castilla. Este periodo de inestabilidad propició el ascenso de ciertas familias nobiliarias, cuyos apoyos eran vitales para la consolidación del poder real. La nobleza fue esencial para el control territorial y militar, y en este contexto, familias como los Quiñones lograron expandir su influencia, obteniendo señoríos y tenencias en Castilla y León.

## Biografía y familia
Leonor era hija de Suero Pérez de Quiñones, un importante noble y militar, y de María Fernández de Mendoza, miembro de la poderosa familia Mendoza, que poseía extensos dominios en Castilla. Su familia, los Quiñones, era una de las casas nobles más influyentes de León y mantuvo un rol clave en la nobleza de la región durante siglos. Leonor era nieta de Violante Ponce de León, descendiente de los señores de Arcos y Marchena, lo cual la conectaba con otras familias de la alta nobleza de Castilla y Andalucía.
La familia de Leonor fue protagonista en el juego de lealtades y cambios de bando característicos de la Guerra de los Dos Pedros. Su padre, Suero Pérez, apoyó inicialmente a Pedro I, conocido como «el Cruel» o «el Justiciero» según la perspectiva histórica, pero luego transfirió su lealtad a Enrique de Trastámara (futuro Enrique II), en un movimiento común entre los nobles que buscaban mantener y proteger sus dominios en tiempos de conflicto. Suero Pérez murió en la Batalla de Nájera en 1367, defendiendo la causa de Enrique II, lo que dejó a su familia en una situación delicada pero estratégica dentro de la nobleza leonesa.

## Patrimonio y derechos
Leonor heredó una notable cantidad de tierras y derechos gracias a su linaje. En 1353, su padre había obtenido los señoríos de Barrientos de la Vega y Posadilla de la Vega, cercanos a Astorga, un importante centro de la región de León. En 1359, Suero Pérez de Quiñones fue nombrado teniente del Castillo de Trascastro de Luna y capitán de una nave en el contexto de las defensas del reino. Más tarde, en 1360, se convirtió en adelantado mayor de León y Asturias, un cargo que implicaba la administración de justicia y el liderazgo militar en esas tierras. Esta posición reforzó la influencia de la familia Quiñones en la zona, especialmente cuando Enrique II ratificó sus títulos tras la coronación en 1366.
La importancia de la familia Quiñones en el reino quedó consolidada a través de la concesión de mercedes, derechos sobre tierras y cargos oficiales, como el merinado de Oviedo y otros derechos jurisdiccionales en la región de Astorga. Suero Pérez también fue beneficiado con importantes rentas, como el portazgo (impuesto de aduana) y la martiniega (impuesto anual pagado por vasallos) en varias áreas. Tras su muerte, su hija Leonor, aunque no podía heredar directamente ciertos títulos de manera oficial por las restricciones a la herencia femenina, fue clave en la transmisión de estos derechos a través de su linaje.

## Papel en la nobleza y en la transmisión del linaje
Leonor, como mujer noble, tenía un rol fundamental en la administración y transmisión de los bienes familiares. Aunque las mujeres de su tiempo rara vez heredaban títulos directamente, su matrimonio y las alianzas estratégicas permitían a las familias asegurar el control de sus posesiones. Leonor consolidó estos derechos a través de sus hijos, especialmente mediante alianzas matrimoniales con otras casas nobles, una práctica común entre la aristocracia de la época.
El matrimonio de Leonor con Diego Fernández Vigil fue especialmente relevante. Diego también ocupó posiciones de importancia en la nobleza de León, y juntos tuvieron varios hijos que mantuvieron y expandieron la influencia de la familia Quiñones en la región. 

## Matrimonio y descendencia
El matrimonio entre Leonor y Diego Fernández Vigil fortaleció las conexiones familiares, y su descendencia fue esencial para la continuidad del linaje de los Quiñones:
- Diego Fernández de Quiñones I, heredó los derechos de su madre y se convirtió en mayordomo y consejero del rey Enrique III de Castilla, además de ocupar el cargo de merino mayor de Asturias. Esta posición le otorgó una significativa influencia en la corte castellana y le permitió asegurar y expandir los derechos de la familia.
- Fernando Díaz Vigil,otro de sus hijos, aunque menos documentado en la historia, continuó el linaje familiar y fortaleció la posición de la casa Quiñones en la nobleza leonesa.

Los descendientes de Leonor continuaron desempeñando un papel crucial en la política regional y en la protección del patrimonio familiar. Las alianzas matrimoniales con otras casas nobles, como los Álvarez de Toledo y los Enríquez, contribuyeron a que los Quiñones consolidaran su poder en la corte castellana y en los territorios de León y Asturias. A través de matrimonios estratégicos, la familia no solo aseguraba la sucesión de sus bienes sino que ampliaba sus redes de influencia en la alta nobleza castellana.

## Influencia cultural y legado
El legado de Leonor Pérez de Quiñones y Fernández de Mendoza perduró no solo en la política de Castilla, sino también en la cultura de la región leonesa. La Casa de Quiñones sigue siendo reconocida en la historia de León por su contribución al fortalecimiento de la nobleza local y la defensa de sus territorios en tiempos de conflicto. Además, los Quiñones apoyaron proyectos de construcción y de mecenazgo que beneficiaron a iglesias, monasterios y poblaciones en sus dominios, reflejando el poder y el prestigio que lograron consolidar en el reino de Castilla. 